# Forces de défense congolaise
Die Forces de défense congolaise (kurz: FDC; Spitzname Guides) sind eine Miliz in der Demokratischen Republik Kongo. Sie wurde etwa 2010 gegründet und bekämpft vor allem die Forces Démocratiques de Libération du Rwanda (FDLR). Da sie ungewöhnlich schnell Erfolge erzielen konnte, wird angenommen, dass sie vom ruandischen Militärgeheimdienst oder der kongolesischen Armee (FARDC) unterstützt wird.

## Ursprung
Ursprünglich war die FDC eine Gruppe aus jungen Männern der Ethnien Bahunde und Banyanga, die vor allem Aufklärungstätigkeiten für die kongolesische Armee und Milizen der Mai-Mai gegen die FDLR durchführten. Deshalb der Spitzname „Guides“.
Seit 2011 entwickelten sie sich zu einer Kampfgruppe. Sie werden von dem angeblich Bosco Ntaganda nahestehenden Luanda Bandu angeführt und sind mit Sturmgewehren, Raketenwerfern und Satellitentelefonen ausgerüstet.

## Ereignisse
Am 27. November 2011 eroberten die FDC das Dorf Kimua und die angrenzenden Gebiete. Dieses liegt in direkter Nachbarschaft des militärischen Hauptquartiers der FDLR und war bis dahin auch eine der wichtigsten Nachschubquellen. Die FDLR startete daraufhin Vergeltungsmaßnahmen. Laut dem Gemeindechef Mwami Lukonge gab es dabei 46 Tote, darunter 19 Enthauptete, und mehr als 20.000 vertriebene Familien.
Am 25. Dezember 2011 griffen Mitglieder der FDC das Dorf Ntoto an. Dieses befindet sich nahe dem militärischen FDLR-Hauptquartier von Übergangspräsident Gaston Iyamuremye (Kampfname: „Rumuli“). Dabei kam es am Markt zu einem Feuergefecht mit FDLR-Mitgliedern, bei denen ein Mädchen und ein Milizionär der FDLR starben. Am  5. Januar eroberte die FDLR das Dorf zurück. Laut der Mission de l’Organisation des Nations Unies en République Démocratique du Congo (MONUSCO) flüchteten etwa 1.000 Menschen vor den Kämpfen in ein behelfsmäßiges Lager rund um eine Militärbasis von indischen UNO-Soldaten.
Am 11. Januar 2012 soll Leodomir Mugaragu, Stabschef der FDLR, von einem gemeinsamen Kommando der FDC und ruandischen Spezialeinheiten in dem militärischen Hauptquartier der FDLR getötet worden sein. Die ruandische Regierung wies aber jede Verantwortung von sich.
Bei Kämpfen zwischen der FDC und der FDLR in Masisi und Walikale kamen Ende Januar 70 Menschen ums Leben. Etwa 75.000 Personen aus 30 Dörfern waren auf der Flucht.
Laut dem Jesuit Refugee Service (JRS) versorgten sie Anfang Februar 2012 seit den Kämpfen im November etwa 20.000 Personen.